# Louis-Pierre-Henri Demain
Louis-Pierre-Henri Demain, francoski general, * 11. februar 1874, † 22. november 1957.